# مری مریت کرافورد
مری مریت کرافورد (زادهٔ ۱۸ فوریه ۱۸۸۴ – درگذشته در ۲۵ نوامبر ۱۹۷۲)، که با نام مالی کرافورد نیز شناخته می‌شود، یک جراح آمریکایی بود. او نخستین زن جراح آمبولانس در بروکلین بود، در جنگ جهانی اول به عنوان جراح در فرانسه خدمت کرد و از بنیان‌گذاران خدمات بیمارستان‌های زنان آمریکا به‌شمار می‌رود.

## زندگی شخصی

### سال‌های اولیه
مری مریت کرافورد در ۱۸ فوریه ۱۸۸۴ در منهتن به دنیا آمد. او سومین فرزند از هشت فرزند خانواده بود. والدینش گیلبرت و سارا کرافورد بودند. هنگامی که دو ساله بود، خانواده‌اش به نیک، نیویورک نقل مکان کردند و او در آنجا بزرگ شد. پدرش یک وکیل بود و او در ابتدا قصد داشت راه او را دنبال کند، اما در دوران دبیرستان به شیمی و فیزیک علاقه‌مند شد. او در سال ۱۸۹۹ به عنوان دانش‌آموخته برتر کلاس خود فارغ‌التحصیل شد.
کرافورد در دانشگاه کرنل تحصیل کرد و در سال ۱۹۰۴ فارغ‌التحصیل شد. او مدرک پزشکی خود را نیز در سال ۱۹۰۷ از همین دانشگاه دریافت کرد.

### سال‌های پایانی و درگذشت
پس از بازگشت از جنگ جهانی اول، کرافورد با ادوارد شوستر ازدواج کرد که از طریق تلگراف از او خواستگاری کرده بود. آن‌ها یک دختر به نام مری (متولد ۱۹۱۷) داشتند.
کرافورد در سال ۱۹۴۹ و در سن ۶۵ سالگی بازنشسته شد. او در ۲۵ نوامبر ۱۹۷۲ در سن ۸۸ سالگی در بیمارستان میدتاون نیویورک سیتی درگذشت.

## حرفه

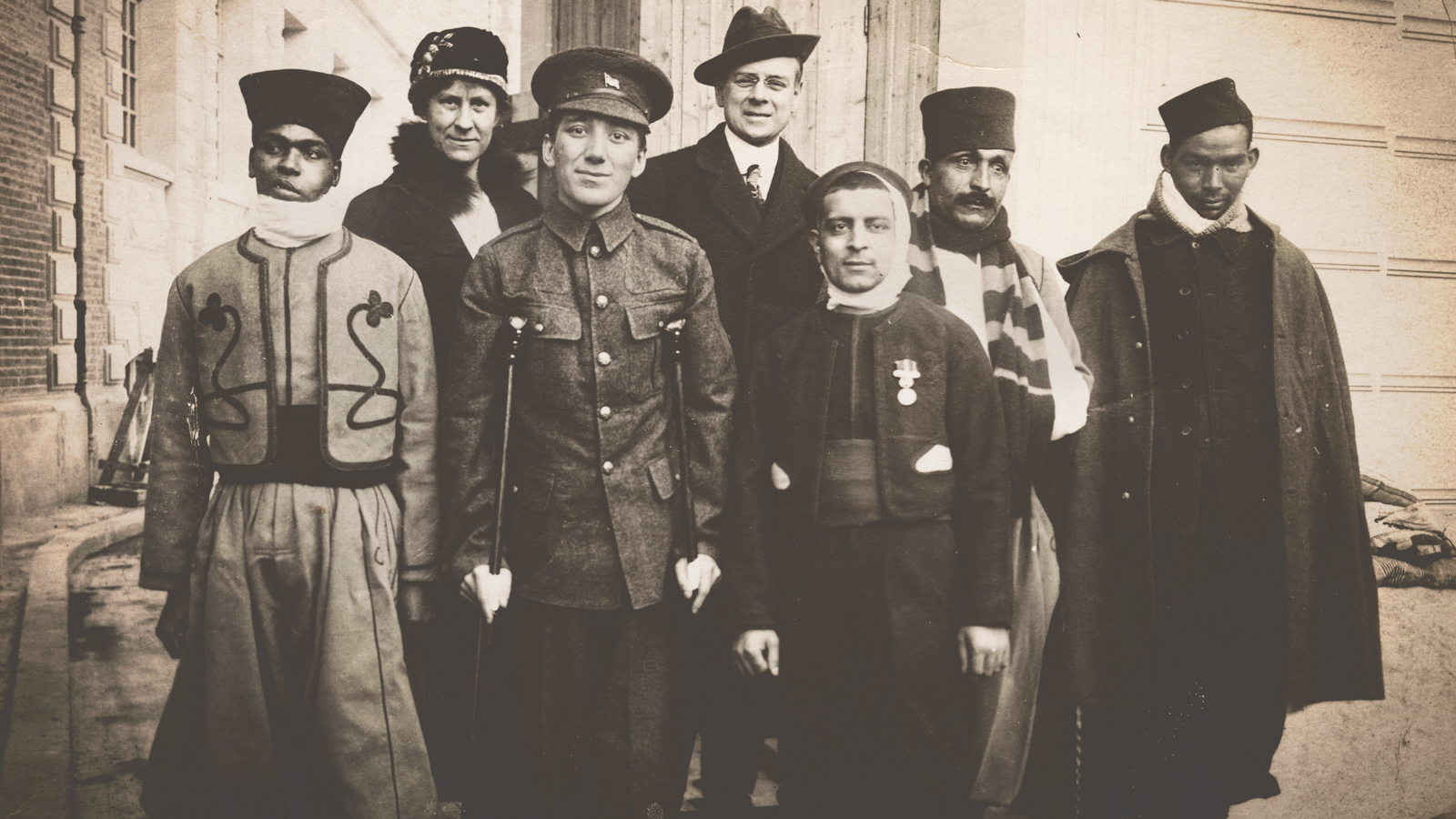
کراوفورد همراه با بیماران در جنگ جهانی اول.

پس از دریافت مدرک پزشکی، کراوفورد کارآموزی خود را در بیمارستان ویلیامزبورگ آغاز کرد. در آن زمان، آگهی‌های کارآموزی معمولاً فقط برای مردان منتشر می‌شد، اما یک اشتباه باعث شد که بیمارستان ویلیامزبورگ چنین محدودیتی را در آگهی خود ذکر نکند. کراوفورد درخواست داد و بالاترین نمره را در آزمون ورودی کسب کرد این نمره از میان ۳۵ متقاضی که همگی مرد بودند کسب شد. از آنجا که او اجازه حضور در جلسات آمادگی آزمون را نداشت، مجبور شد به‌صورت خصوصی با یک پزشک مطالعه کند. کراوفورد با کسب این جایگاه، نخستین جراح زن آمبولانس در بروکلین شد. نخستین مأموریت آمبولانس او در ۱۵ ژانویهٔ ۱۹۰۸ برای رسیدگی به مردی بود که از پنجره سقوط کرده بود. او که نخستین زن در این خدمت آمبولانسی بود، یونیفرم مخصوص خود را طراحی کرد.
در سال ۱۹۱۰، او هم‌زمان با کار در بیمارستان، یک مطب خصوصی در بروکلین تأسیس کرد.
در سال ۱۹۱۴، پس از آغاز جنگ جهانی اول، کراوفورد به فرانسه رفت و یکی از ۶ جراح آمریکایی‌ای بود که با تأمین مالی آنا گولد خدمات بیمارستانی و میدانی ارائه می‌دادند. او یکی از ۵۵ زن جراحی بود که در ارتش ایالات متحده طی جنگ جهانی اول مشغول به کار شدند، اما به دلیل زن بودن، از دریافت رتبه یا جایگاه رسمی محروم بود و تنها به‌عنوان «مشاور غیرنظامی» خدمت می‌کرد. کراوفورد به‌مدت یک سال به‌عنوان متخصص بیهوشی و جراح مقیم در بیمارستان آمبولانس آمریکایی در نویی-سور-سن فعالیت کرد. علاوه بر کار بیهوشی، او بر چندین بخش بیمارستان نظارت داشت، واحد دندان‌پزشکی را مدیریت می‌کرد و در جراحی‌های ترمیمی صورت نیز همکاری می‌کرد.
پس از بازگشت، کراوفورد برای جمع‌آوری کمک مالی جهت بیمارستان‌های فرانسه سخنرانی می‌کرد. او همچنین همراه با روزالی اسلاتر مورتون در سال ۱۹۱۷ رهبری خدمات بیمارستان‌های زنان آمریکا را برعهده گرفت که توسط انجمن ملی زنان پزشک با هدف تأسیس بیمارستان‌های آمریکایی در اروپا تأسیس شده بود. او همچنین در یکی از ایستگاه‌های صلیب سرخ آمریکا در نیویورک داوطلب شد.
کراوفورد در ژوئن ۱۹۱۸ به‌عنوان رئیس انجمن ملی زنان پزشک منصوب شد. سال بعد، او به‌عنوان مدیر پزشکی، تأسیس بخش پزشکی بانک فدرال رزرو را رهبری کرد و تا زمان بازنشستگی در ۱۹۴۹ در این سمت باقی ماند. در سال ۱۹۲۷، کراوفورد با کسب ۷٬۴۴۹ رأی از مجموع ۹٬۸۱۴ رأی به عضویت هیئت امنای دانشگاه کرنل انتخاب شد. در سال ۱۹۲۹، او به‌عنوان رئیس خدمات بهداشت انجمن زنان آمریکا در باشگاه انجمن زنان آمریکا منصوب شد.